# Браун, Айзая
Айзая Джей Браун (англ. Isaiah Jay Brown, МФА: [aɪˈzaɪ.ə]; 7 января 1997, Уэст-Бромидж, Англия) — английский футболист, полузащитник и нападающий. Браун представлял Англию на уровне сборных до 16, до 17, до 19 и до 20 лет.

## Клубная карьера
Айзая играл за академию и команду до 21 года в клубе «Вест Бромвич Альбион». В сезоне 2012/13 он дебютировал в основной команде «дроздов», в матче Премьер-лиги против «Уиган Атлетик», став вторым самым молодым игроком в истории Премьер-лиги, на тот момент ему было 16 лет и 117 дней.
8 июля 2013 года, «Вест Бромвич Альбион» отклонил предложение «Челси» по Брауну. Позднее, в том же месяце, «Челси» подтвердил подписание Брауна. Вопрос о компенсации между клубами, как позже сообщалось, будет решен в судебном порядке.
10 июля 2015 года Браун перешёл в клуб «Витесс», выступающий в Эредивизи, на правах аренды сроком на один сезон. 30 июля дебютировал за «Витесс», выйдя в основном составе на первый матч 3-го квалификационного раунда Лиги Европы УЕФА против «Саутгемптона» (0:3). 9 августа дебютировал в Эредивизи, выйдя в основном составе на матч 1-го тура против «Виллем II» (1:1), провел на поле 65 минут. 1 сентября 2015 года подписал новый 4-летний контракт с «Челси». 6 марта 2016 года, забил первый гол за «Витесс» на 34-й минуте в матче против «Роды» (2:1).

## Достижения
«Челси»
- Обладатель Молодёжного кубка Англии (2): 2014, 2015
- Победитель Юношеской лиги УЕФА (1): 2015
- Итого: 3 трофея

Сборная Англии
- Чемпион Европы среди юношей до 17 лет (1): 2014
- Итого: 1 трофей

Личные достижения
- Лучший игрок года в Академии «Вест Бромвич Альбион»: 2013

## Статистика выступлений
| Выступление          | Выступление      | Выступление      | Лига | Лига | Кубок страны | Кубок страны | Кубок лиги | Кубок лиги | Еврокубки | Еврокубки | Итого | Итого |
| Клуб                 | Лига             | Сезон            | Игры | Голы | Игры         | Голы         | Игры       | Голы       | Игры      | Голы      | Игры  | Голы  |
| -------------------- | ---------------- | ---------------- | ---- | ---- | ------------ | ------------ | ---------- | ---------- | --------- | --------- | ----- | ----- |
| Вест Бромвич Альбион | Премьер-лига     | 2012/13          | 1    | 0    | 0            | 0            | 0          | 0          | 0         | 0         | 1     | 0     |
| Вест Бромвич Альбион | Итого            | Итого            | 1    | 0    | 0            | 0            | 0          | 0          | 0         | 0         | 1     | 0     |
| Челси                | Премьер-лига     | 2014/15          | 1    | 0    | 0            | 0            | 0          | 0          | 0         | 0         | 1     | 0     |
| Челси                | Итого            | Итого            | 1    | 0    | 0            | 0            | 0          | 0          | 0         | 0         | 1     | 0     |
| Витесс               | Эредивизи        | 2015/16          | 22   | 1    | 0            | 0            | 0          | 0          | 2         | 0         | 24    | 1     |
| Витесс               | Итого            | Итого            | 22   | 1    | 0            | 0            | 0          | 0          | 2         | 0         | 24    | 1     |
| Всего за карьеру     | Всего за карьеру | Всего за карьеру | 24   | 1    | 0            | 0            | 0          | 0          | 2         | 0         | 26    | 1     |